# Мари Мијамото
Мари Мијамото (јап. 宮本 真理) бивша је јапанска фудбалерка.

## Репрезентација
За репрезентацију Јапана дебитовала је 1999. године.

## Статистика
| Јапан  | Јапан | Јапан |
| Год.   | Ута.  | Гол.  |
| ------ | ----- | ----- |
| 1999   | 1     | 0     |
| Укупно | 1     | 0     |